# Convolvulus bidrensis
Convolvulus bidrensis är en vindeväxtart som beskrevs av Sebsebe Demissew. Convolvulus bidrensis ingår i släktet vindor, och familjen vindeväxter. Inga underarter finns listade i Catalogue of Life.